# Pompano Beach (Florida)
Pompano Beach es una ciudad ubicada en el condado de Broward en el estado estadounidense de Florida. En el Censo de 2010 tenía una población de 99.845 habitantes y una densidad poblacional de 1.517,07 personas por km².

## Geografía
Pompano Beach se encuentra ubicada en las coordenadas 26°14′33″N 80°7′44″O / 26.24250, -80.12889. Según la Oficina del Censo de los Estados Unidos, Pompano Beach tiene una superficie total de 65.81 km², de la cual 62.16 km² corresponden a tierra firme y (5.54%) 3.65 km² es agua.

## Demografía
Según el censo de 2010, había 99.845 personas residiendo en Pompano Beach. La densidad de población era de 1.517,07 hab./km². De los 99.845 habitantes, Pompano Beach estaba compuesto por el 62.61% blancos, el 28.89% eran afroamericanos, el 0.29% eran amerindios, el 1.3% eran asiáticos, el 0.05% eran isleños del Pacífico, el 4.48% eran de otras razas y el 2.38% pertenecían a dos o más razas. Del total de la población el 17.54% eran hispanos o latinos de Cualquier raza.

## Transporte
La Autoridad de Transporte Regional del Sur de la Florida (SFRTA) gestiona servicios de transporte. Tiene su sede en Pompano Beach.

## Educación
Las Escuelas Públicas del Condado de Broward gestiona las escuelas públicas.
La Biblioteca del Condado de Broward gestiona las bibliotecas públicas.

## Lugares
- Cementerio Comunitario de Westview